# Dirty and Aggressive
Dirty and Aggressive è la versione in lingua inglese di Cada Dia Mais Sujo e Agressivo, terzo album in studio del gruppo musicale hardcore punk brasiliano Ratos de Porão, pubblicato mel 1987.

## Tracce
1. Tatoo Maniax
2. Ignorance
3. General Crisis
4. Death and Despair
5. L.E.D.D.M.A.
6. Trench Hole Thouchts
7. Sexual Plague
8. To Feel Hate and Nothing Else
9. Street Corner Mugging
10. There are no Other Lives